# البصيلية
البصيلية مدينة مصرية تتبع مركز إدفو في محافظة أسوان في جمهورية مصر العربية.